# Федунец, Иван Иванович
Ива́н Ива́нович Федуне́ц (15 марта 1914, д. Верх-Ачино, Томский уезд, Томская губерния — 31 мая 1972, Узловая, Тульская область) — советский хозяйственный деятель, директор Узловского машиностроительного завода «Кран» (1950—1972), Герой Социалистического Труда (1966), депутат Верховного Совета СССР 7-го и 8-го созывов, Почётный гражданин города Узловая (2006).

## Биография
Родился в семье рабочего, осиротел, воспитывался в интернате.
После окончания Кемеровского горного техникума по специальности «горный техник-электромеханик» работал механиком, главным механиком на шахтах Кемерово.
Служил в армии в Сибирском военном округе.
В 1942—1950 годах — директор Прокопьевского механического завода комбината «Кузбассуголь».
В 1950—1972 годах — директор Узловского машиностроительного завода «Кран».
Заочно учился в филиале Тульского политехнического института по специальности «Горные машины и комплексы».
Избирался депутатом городского и областного Советов депутатов, депутатом Верховного Совета СССР 7-го и 8-го созывов, членом бюро городского комитета КПСС, членом бюро Обкома КПСС, делегатом XXIV съезда КПСС.

## Награды
- Орден Ленина
- Орден Октябрьской революции
- Орден Трудового Красного Знамени
- «Знак Почёта»
- Медаль «За трудовые отличия»
- Медаль «За доблестный труд в Великой Отечественной войне»
- Знак «Шахтёрская слава» I и II степеней
- Благодарственное письмо Советского комитета VI Всемирного фестиваля молодёжи и студентов
- Грамоты партийных и советских органов

## Память
- Имя Героя Социалистического Труда И. И. Федунца в 1972 году присвоено Узловскому машиностроительному заводу «Кран» и в 2014 году муниципальному бюджетному общеобразовательному учреждению лицей города Узловая.
- На здании управления Узловского машиностроительного завода «Кран» (1972) и на доме, где жил И. И. Федунец (2004), установлены мемориальные доски.
- Звание «Почётный гражданин города Узловая» присвоено И. И. Федунцу решением Собрания депутатов МО г. Узловая 3 октября 2006 года № 12-67.